# Макс Райнвальд
Макс Райнвальд (нім. Max Reinwald; 1 вересня 1903, Гагельштадт — 8 червня 1969, Регенсбург) — німецький воєначальник, генерал-майор резерву вермахту (1 квітня 1945). Кавалер Лицарського хреста Залізного хреста з дубовим листям.

## Біографія
В 1920 році вступив в рейхсвер, служив у 20-му піхотному полку. В 1931 році вийшов у відставку в званні оберфельдфебеля. В серпні 1939 року призваний в армію як лейтенант резерву і призначений командиром взводу 3-ї роти 9-го піхотного полку 23-ї піхотної дивізії. Учасник Польської кампанії. З початку 1940 року — командир 1-ї роти свого полку. Учасник Французької кампанії та Німецько-радянської війни. З 1 жовтня 1942 року — командир 1-го батальйону 19-го гренадерського полку 7-ї піхотної дивізії. Відзначився у боях під В'язьмою (жовтень 1943) та Орлом (літо 1943). З жовтня 1943 року — командир 19-го гренадерського полку, з яким брав участь у важких боях в районі Прип'яті. 1 листопада 1944 року направлений на курси дивізійних командирів і 1 січня 1945 року призначений командиром 362-ї піхотної дивізії.

## Нагороди
- Залізний хрест
  - 2-го класу (24 жовтня 1939)
  - 1-го класу (14 червня 1940)
- Штурмовий піхотний знак в сріблі
- Нагрудний знак «За поранення» в сріблі
- Німецький хрест в золоті (19 грудня 1941)
- Медаль «За зимову кампанію на Сході 1941/42»
- Сертифікат Пошани Головнокомандувача Сухопутних військ Вермахту (7 січня 1943)
- Відзначений у Вермахтберіхт (19 січня 1944)
- Лицарський хрест Залізного хреста з дубовим листям
  - лицарський хрест (29 лютого 1944)
  - дубове листя (№702; 18 січня 1945)
- Нагрудний знак ближнього бою в бронзі